# Kluis
Kluis település Németországban, Mecklenburg-Elő-Pomeránia tartományban. Lakosainak száma 407 fő (2023. december 31.).

## Népesség
A település népességének változása:
| Lakosok száma | 421  | 421  | 422  | 408  | 407  |
|               | 2017 | 2019 | 2021 | 2022 | 2023 |